# گرگ طلایی آفریقایی
گرگ طلایی آفریقایی یا گرگ آفریقایی یا توآ، یک سگ‌سان بومی شمال و شمالشرق آفریقا است. گونه‌ای رایج در شمال غرب و شمال شرق آفریقا و پراکنده از سنگال تا مصر در شرق از مراکش و الجزایر و لیبی در شمال تا نیجریه و چاد و تانزانیا در جنوب هستند.این گرگها با محیطهای بیابانی و دشت و علفزارهای کم اب مطابقت یافته‌اند.در کوه‌های اطلس گونه‌ای در بلندای ۱۸۰۰ متر زندگی می‌کند.در درجه نخست از بی‌مهرگان و پستاندارانی به اندازه غزال و گاهی بزرگتر تغذیه می‌کند. دیگر خوراکهای این جانور را لاشه جانوران، زباله‌های انسانی و میوه شامل می‌شوند. گرگ آفریقایی جانوری تک همسر و قلمرو محور است. ساختار خانوادگی به این گونه است که فرزندان تا یکسال با خانواده باقی می‌مانند تا به رشد فرزندان تازه زاده شده یاری برسانند.

## ویژگی‌ها

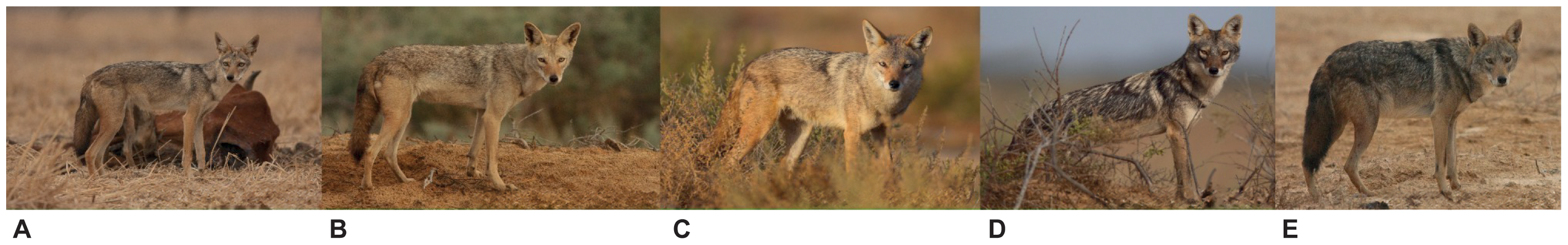
شبیه‌ترین نمونه به شغال زرد تا متفاوت‌ترین آن

گرگ آفریقایی سگ‌سان کوچکی است. وزنش در هر دو گونه نر و ماده میان ۷ تا ۱۵ کیلوگرم با بلندای ۴۰ سانتی‌متر از سطح زمین است. با پوزه و گوشهای تقریباً بلند و دمی کاملاً کوتاه که بیش از ۲۰ سانتی‌متر نمی‌شود. رنگ خز بسته به جغرافیا و فصل دگرگون است ولی معمولاً زردگون به سوی نقره‌ای تیره است. با دست و پای سرخ وش همراه با خالهای سیاه بر روی دم و شانه‌ها. گلو، شکم و رخ نشانه‌های سپید رنگ دارد و چشم‌ها کهربایی رنگ است. ماده‌ها دو تا چهار جفت نوک سینه دارند.با اینکه در نگاه نخست شبیه شغال طلایی اورآسیایی است (به ویژه در شرق آفریقا) ولی گرگ طلایی پوزه تیزتر و دندان‌های قویتری دارد.گوش‌ها تیزتر و در جمجمه نیز پیشانی بلندتر است.